# Самнерс, Розалинн
Розалинн Дайана Самнерс (англ. Rosalynn Diane Sumners; 20 апреля 1964 Пало-Алто, штат Калифорния, США) — американская фигуристка, серебряный призёр Олимпийских игр 1984 года, чемпионка мира 1983 года, трёхкратная чемпионка США 1982—1984 годов, чемпионка мира по фигурному катанию среди юниоров 1980 года  в женском одиночном катании.

## Биография
Самнерс родилась в Пало-Алто (Калифорния), затем переехала в город Эдмондс в штате Вашингтон. Здесь она училась фигурному катанию. В честь её удачного выступления на Олимпиаде-84 5-ю авеню в Эдмондсе переименовали в Бульвар Розалинн Самнерс, а самой Самнерс присвоили звание почётного мэра Эдмондса. после Олимпиады Розалинн перешла в профессионалы, выступала в Disney on Ice. Самнерс отдала свои три медали, завоёванные в спорте для проведения выставки в местном банке. Но когда она пришла их забрать, банк поменял собственника и никто из служащих не знал, где они лежат. В течение 20 лет они считались утерянными, но были обнаружены в банковской ячейке среди невостребованных вещей. В 2004 году их торжественно вернули хозяйке. В 2004 году Розалинн Самнерс вышла замуж за вице-президента компании IMG Боба Кэйна.

## Спортивные достижения
| Соревнования/Сезоны           | 1979-80 | 1980-81 | 1981-82 | 1982-83 | 1983-84 |
| ----------------------------- | ------- | ------- | ------- | ------- | ------- |
| Зимние Олимпиады              |         |         |         |         | 2       |
| Чемпионаты мира               |         |         | 6       | 1       |         |
| Чемпионаты США                |         | 4       | 1       | 1       | 1       |
| Чемпионаты мира среди юниоров | 1       |         |         |         |         |
| Skate America                 |         | 4       |         | 1       |         |
| Skate Canada International    | 5       | 2       | 3       |         |         |
| NHK Trophy                    |         |         |         | 2       |         |

### Награды
- Введена в Зал Славы фигурного катания США в 2001 году.